# Arthrolycosidae
Arthrolycosidae é uma família extinta de aranhas existente durante o Carbonífero e permiano, com semelhanças às aranhas da família Lycosidae., nesta família existem dois gêneros, um gênero de aranhas "ancestrais" das Aranhas-lobo chamado de Arthrolycosa em tradução (aranhas lobo com articulações), esse gênero tem 3 espécies, variando do Carbonífero ao final do Permiano, se extinguindo provável mente pelas mudanças climáticas constantes que ocorreram no Permiano, é muito provável que esse gênero tenha dado origem ao gênero de aranhas comuns de hoje em dia chamado de Lycosa, o outro gênero, assim chamado de Eocteniza, é um gênero que assim surgiu no final do carbonífero, e desapareceu em toda a sua distribuição geográfica no fim do Carbonífero, o gênero Arthrolycosa é considerado um gênero de Aracnídeos e muito provável mente Aranhas, mas o gênero Eocteniza ainda não foram classificados como Aranhas por não ter registro fóssil de pernas nem do resto do abdômen. A família Arthrolycosidae é muito provável que seja o ancestral raiz das aranhas Lycosa, isso por causa do seu registro fóssil, que demonstra que o animal possuía uma forma anatômica não muito diferente das Lycosa, com um abdômen pequeno, cabeça comprida e alta, e com patas grandes, provável mente não tinha muitas cerdas urticantes e provável mente não possuíam as garrinhas nas patas pois essas aranhas se aproveitavam mais do solo para fazer ninhos ao invés de árvores altas do Carbonífero.

## Evolução e adaptações
A família Arthrolycosidae é uma família de aranhas que surgiu no começo do Carbonífero, e por esse motivo essas aranhas se adaptaram a ambientes frescos, molhados, calmos e com densas florestas fechadas do Carbonífero, e por esse motivo a evolução criou dois gêneros na família Arthrolycosidae, o Arthrolycosa e o gênero Eocteniza que não durou nem duas épocas, mas o gênero principal, o Arthrolycosa permaneceu até o final do permiano, se extinguindo provável mente por causa da extinção em massa permo-triássica, mas essas aranhas se extinguiram provável mente um pouco antes da extinção em massa permo-triássica, isso porque o ambiente do Carbonífero era muito mais diferente do que o ambiente do permiano superior, pois grande parte da Terra no permiano superior era extremamente seca, e essas aranhas se adaptaram a ambientes frescos e úmidos, e a família de aranhas Arthrolycosidae provável mente não se adaptou rapidamente ao ambiente seco do permiano, e por esse motivo, elas acabaram de extinguindo.